# Centaurea ammocyanus
Centaurea ammocyanus — вид рослин роду волошка (Centaurea), з родини айстрових (Asteraceae).

## Біоморфологічна характеристика
Однорічна рослина. Листки цілі; краї зубчасті або пилчасті; прилистки відсутні. Квіточки рожеві. Період цвітіння: квітень, травень.

## Середовище проживання
Країни проживання: Єгипет, Іран, Ірак, Ізраїль, Йорданія, Ліван, Саудівська Аравія, Сирія. Населяє чагарниковий степ.